# Kolja Schallenberg
Kolja Schallenberg (* April 1984 in Hagen) ist ein deutscher Theaterregisseur und Autor.

## Leben
Von 1993 bis 1997 erhielt Kolja Schallenberg eine private Ausbildung an der Mandoline. Im Jahr 2003 erwarb er die Allgemeine Hochschulreife am Heisenberg-Gymnasium Dortmund. Von 2003 bis 2007 bekam er eine Gesangsausbildung bei Thomas Körner in der Musikschule Dortmund.
Er begann in jungen Jahren im Jugend- und Off-Theater in seiner Heimatstadt Dortmund. Es folgten 2004 bis 2008 Engagements als Regieassistent am Theater Dortmund, Staatstheater Nürnberg und Thalia Theater. Seit 2006 inszeniert er im professionellen, vorwiegend deutschsprachigen Theater. Im Jahr 2007 erhielt er eine Aufnahme als Spielleiter in die ZBF/ZAV. Von 2007 bis 2009 studierte er Kultur- und Medienmanagement auf Bachelor of Arts an der Hochschule für Musik und Theater Hamburg. Von 2011 bis 2013 studierte er Erwachsenenbildung an der Technischen Universität Kaiserslautern.
Kolja Schallenberg schreibt eigene Theatertexte, die mehrfach aufgeführt wurden, so z. B. am Schauspielhaus Dortmund, Schauspielhaus Bochum, Staatsschauspiel Nürnberg und AIDA Cruises.
Seit 2008 lebt und arbeitet er als freiberuflicher Regisseur und Autor vorwiegend von Hamburg aus. Seit 2014 zeichnet er sich zudem mitverantwortlich für die Programmvielfalt auf den AIDA Kreuzfahrtschiffen.
2016/2017 absolviert er ein Master-Studium in Theatre Directing (Regie) an der Mountview Academy of Theatre Arts in London/Großbritannien.

## Theater

### Regiearbeiten (Auswahl)
- The Show must go on. Dramatische Revue. 2006 (mit Texten von Udo Grashoff; Uraufführung Theater Dortmund)
- Ein Gespräch im Hause Stein über den abwesenden Herrn von Goethe. 2006 (von Peter Hacks; Theater Dortmund)
- Shark Kiss. 2007 (von Gerhard Meister; deutsche Erstaufführung Theater Dortmund)
- Über die Schädlichkeit des Nikotins. 2007 (von Anton P. Tschechow; Theater Dortmund)
- Frühstück bei Goethe. Collage. 2008 (mit Originaltexten von Johann Wolfgang von Goethe; Staatstheater Nürnberg)
- Alles muss raus! Lyrik, Prosa, Szenen und Musik aus allen Epochen. 2008 (Staatstheater Nürnberg)
- 24 Stunden – Lebensträume. 2009 (Uraufführung Schauspielhaus Bochum; eingeladen zum K15-Festival)
- Die Bakchen. 2009 (nach Euripides; Sprechwerk Hamburg; eingeladen zum IV. internationalen Regiefestival)
- Der Menschenfeind. 2009 (von Molière; Monsuntheater Hamburg; Wiederaufnahme im Herbst 2012)
- Stücke Schießen. Neue Autoren. Neue Theatertexte. 2009–2011 (Theater Liga Hamburg/Kulturhaus III&70)
- Die Signatur des Pelikans. Ein Strindberg-Projekt. 2010 (Theater Liga Hamburg/Fleetstreet)
- Meine tolle Scheidung. 2010 (von Geraldine Aron; Theater Liga Hamburg/Galeria Kaufhof Dortmund)
- Massachusetts – Das Bee Gees Musical. 2014 Jukebox-Musical nach Songs der Bee Gees
- Samsara - The Circle of Life. 2015 (von Timo Wuerz und Kolja Schallenberg; AIDA Cruises)
- Songbook: Bryan Adams. 2016 (von Kolja Schallenberg; AIDA Cruises)

### Autorentätigkeiten (Auswahl)
- Erzähler oder Konstruktive Kritik. Szenische Lesung. 2002 (aufgeführt am Theater Dortmund).
- The Show must go on. Dramatische Revue. 2006 (Uraufführung am Theater Dortmund).
- 24 Stunden – Lebensträume. 2009 (Uraufführung am Schauspielhaus Bochum; eingeladen zum K15-Festival).
- Kundenbindung am Theater. 2009 (Institut für Kultur- und Medienmanagement, Hochschule für Musik- und Theater Hamburg).
- tba. In: nwkm Hamburg (Hrsg.): und nun zu etwas völlig anderem. 2012.
- Samsara - The Circle of Life. Hrsg.: AIDA Cruises. 2015 (Uraufführung auf AIDAblu im Juli 2015).
- Songbook: Bryan Adams. Hrsg.: AIDA Cruises. 2016 (Uraufführung auf AIDAaura im April 2016).

### Rollen (Auswahl)
- Otto in: Jubiläum. 2003–2005 (von George Tabori; Regie: Holger Runge; Theater Pump Fiction Dortmund; Einladungen nach Dresden, Hannover, Bremen)
- Leonore in: Johanna von Orleans. Ein Projekt zu den Frauengestalten Schillers. 2005/2006 (Regie: Michael Gruner; Theater Dortmund)
- Nachtwächter in: Torquato Tasso. 2007/2008 (von Johann Wolfgang von Goethe; Regie: Klaus Kusenberg; Staatstheater Nürnberg)
- Lieben Sie Brahms. 2009. (nach Francois Sagan; Regie: Bettina Fless; Euro-Studio Landgraf)

### Gesang (Auswahl)
- Musikalisches Kabarett „Calembour“. 2003–2008
- Love Letters. 2005 (von A.R. Gourney; Theater Pump Fiction Dortmund)
- Gesangs-Coach. 2004–2007 (Theater Dortmund)

## Auszeichnung
- Sonderpreis beim 7. Dortmunder Literaturwettbewerb (2002) für Erzähler oder Konstruktive Kritik